# John Swartwout
John Swartwout (geboren wohl 1770; gestorben am 7. September 1823 in New York) war ein amerikanischer Kaufmann und Politiker.

## Leben
Swartwouts genaues Geburtsdatum ist unbekannt; getauft wurde er am 2. Oktober 1770 in Poughkeepsie. Er war ein Spross der weitverzweigten niederländischen Familie Swartwout, die im 18. und 19. Jahrhundert zahlreiche bekannte Händler und Politiker in New York hervorbrachte. Sein Vater Abraham Swartwout zeichnete sich im Siebenjährigen Krieg und im Unabhängigkeitskrieg als Offizier aus. 1787 siedelte John Swartwout vom Dutchess County in die Stadt New York um, wo er eine erfolgreiche Kaufmannslaufbahn begann. 1793 heiratete er dort Mary Smith, eine Nichte Melancton Smiths. Aus der Ehe gingen acht Töchter und vier Söhne hervor. 1794 ging er mit seinem Schwager Peter Dumont eine Geschäftspartnerschaft ein und eröffnete einen Farben- und Farbholzhandel. Später wurde auch sein Bruder Robert Swartwout Teilhaber. 1815 ließen sie sich auf eine gewagte Immobilienspekulation ein und erwarben über 4000 acres karger Salzmarschen bei Hoboken, um diese durch Eindeichung urbar zu machen. Zwar waren die ersten Jahre vielversprechend, doch ging ihnen schon 1818 das Geld aus, um die Deiche weiter zu unterhalten. Nachdem sich die Stadt New York geweigert hatte, das Projekt zu subventionieren, fiel das Land bald wieder in seinen alten Zustand zurück. Allein John Swartwout verlor 200.000 Dollar in dem Vorhaben.
Die politische Karriere Swartwouts begann in den 1790er Jahren, als er und seine Brüder Robert und Samuel enge Vertraute Aaron Burrs wurden und neben Matthew L. Davis und Melancton Smith bald zu den prominentesten „Burrites“ zählten, wie diese Fraktion der Republikanischen Partei genannt wurde. 1798 sowie 1800 wurde Swartwout als Abgeordneter der Partei in das Unterhaus des Staates New York gewählt. 1802 forderte Swartwout DeWitt Clinton, neben seinem Onkel George Clinton eines der Oberhäupter einer der mit den „Burrites“ rivalisierenden Fraktionen der Republikaner in New York, zum Duell, da dieser in der von ihm kontrollierten Tageszeitung The American Citizen wiederholt ehrenrührige Behauptungen über Burrs Charakter veröffentlicht hatte. Bei dem Duell am 31. Juli des Jahres wurde er zweimal im Oberschenkel getroffen, keiner der Duellanten trug jedoch schwere Verletzungen davon. Das ungebührliche Verhalten von Clintons Sekundanten, Richard Riker, führte dazu, dass Swartwouts Bruder Robert Swartwout Riker zu einem Folgeduell forderte.
Als Burr 1801 Vizepräsident der Vereinigten Staaten wurde und nach dem amerikanischen System der Ämterpatronage (spoils system) seine Getreuen mit einträglichen Posten zu versorgen bestrebt war, schlug er Swartwout als United States Marshal für den Distrikt New York vor. Die Ernennung wurde von Präsident Thomas Jefferson (anders als die Matthew L. Davis’) zwar genehmigt, doch kaum hatte Burr nach vier Jahren sein Amt verloren, enthob Jefferson Swartwout seines Postens. Wie die anderen Burrites sah er sich in den nächsten Jahren von seiner eigenen Partei geschmäht, doch konnte er, nachdem Clintons Einfluss in der Partei geschwunden war, 1821 wiederum einen Sitz im New Yorker Unterhaus erringen. 1823 starb Swartwout in New York.